# Jean l'Evesque de la Cassière
Jean l'Evesque de la Cassière (1502 - 21 december 1581) was grootmeester van de Maltezer Orde tussen 1571 en 1581. Hij gaf de opdracht voor de bouw van de Sint-Janscokathedraal in Valletta. Hij ligt begraven in de crypte van de kerk.

## Biografie
De la Cassière kreeg veel veel erkenning binnen de orde voor zijn strijd in Zoara, Noord-Afrika, waar hij de kleuren van de orde redde. Hij was een grootmeester uit de langue van Auvergne. Hij werd op 30 januari 1572 benoemd tot grootmeester, na de dood van Pietro del Monte San Savino.
Zijn eerste jaren als grootmeester werden gekenmerkt door talrijke geschillen en ruzies tussen de orde en de bisschop van Malta over de jurisdictie van de bisschop. Deze geschillen waren ongekend voor de orde, want toen zij in 1530 aankwamen op Malta kregen zij van keizer Karel V bijna volledige soevereiniteit van het eiland. De la Cassière was niet in staat om het geschil op te lossen, uiteindelijk werd de kwestie voorgelegd aan paus Gregorius XIII, die op zijn beurt een grootinquisiteur aanstelde, wat tot veel boosheid leidde binnen de orde.
Het tweede grote conflict ontstond in 1575 met de republiek Venetië, toen Maltese galeien een Venetiaans schip in beslag namen dat goederen uitvoerden van Joodse inwoners van de stad. Venetië was woedend en dreigde meteen met inbeslagname van de eigendommen van de orde op Venetiaans grondgebied. Opnieuw moest de paus tussenbeide komen; een betaling van de orde moest dienen als compensatie aan de Venetianen.

### Pauselijk interventie
De derde en ernstigste oorzaak van onenigheid binnen de orde tijdens de regering van De la Cassière werd veroorzaakt door Filips II van Spanje. Hij regelde de benoeming van Wenceslaus (een zoon van Filips' neef, keizer Maximiliaan II van het Heilige Roomse Rijk) in de langue van Castilië. Verontwaardigd door de tussenkomst van de koning rebelleerde de Castiliaanse ordebroeders tegen deze benoeming. In reactie daarop heeft de paus hen verplicht om zich publiekelijk te verontschuldigen voordat de grootmeester en algemene conventie er aan te pas moesten komen.
Deze gebeurtenissen wakkerde het onderlinge wantrouwen tussen de grootmeester en de algemene conventie alleen maar sterker aan. Uiteindelijk brak er in 1581 een opstand binnen de orde uit en de vergadering zette De la Cassière af en sloot hem op in Fort Sint-Elmo. Mathurin Romegas, een zeeheld van de orde, werd benoemd tot de facto grootmeester.
De paus stuurde onmiddellijke een speciale gezant om de situatie te onderzoeken. De la Cassière en Romegas werden beide naar Rome geroepen om hun visie op de zaak kenbaar te maken. De la Cassière arriveerde op 26 oktober 1581 en werd met alle eerbied in Rome behandeld – in tegenstelling tot Romegas, die met minachting behandeld werd. Hij stierf binnen een week op 4 november 1581. De la Cassière werd eervol vrijgesproken van alle aanklachten en zijn positie als grootmeester werd hersteld. Hij had niet veel tijd om na te genieten van zijn overwinning hij stierf op 78-jarige leeftijd. Zijn lichaam werd overgebracht naar Malta en begraven in de Sint-Janscokathedraal.